# Skodborg Kirke
Skodborg Kirke er en romansk kirke fra omkring år 1200, der ligger i landsbyen Skodborg i Skodborg Sogn.
Kirken fremstår i dag hvidkalket behængt med skifer- og tegl. Kirkeskibet er romansk, koret og våbenhuset er sengotisk. Desuden er der et tværskib fra 1858-59, i hvilke år kirken fik en grundig gennemrestaurering anført af bygningsinspektør L.A. Winstrup. Desuden foregik endnu en restaurering i 1949-50, der bl.a. prøvede at bringe kirken tilbage til sin originale skikkelse, før den noget hårdhændede restaurering i 1850'erne.
Kirkestolen er til forskel fra normen placeret til venstre i kirkens side set fra indgangen, og er fra restaureringen 1858-59. Alteret er fra 1610, og er forsynet med 4 søjler som har forsiring forneden. Altertavlen er malet af Stefan Viggo Petersen i 1928 og forestiller korsfæstelsen. Orgelet er bygget i 1913 af Zakariassen fra Åbenrå og har 15 stemmer, 2 manualer og pedalspil.
Døbefonten er fra 1200, og af granit. Den bæres af tre udhuggede skikkelser som muligvis forestiller Treenigheden.
Ved kirken står et mindesmærke udført af billedhugger Niels Hansen Jacobsen fra Vejen for de faldne fra sognet som døde i tysk uniform i 1. verdenskrig. Pladsen foran kirken kaldes "Brudepladsen", som går tilbage til en tid hvor brudeoptog anført af hornblæsere gjorde holdt foran kirken. Desuden er placeret en række grænsesten fra den gamle grænsedragning 1864-1920.

## Galleri
- Kirkens kor
- Alteret
- Døbefonten
- Kirkeskibet
- Sydlige korsarm
- Mindesten for sognets faldne i 1. Verdenskrig

## Eksterne kilder og henvisninger
- Skodborg Kirke hos KortTilKirken.dk
- Skodborg Kirke i bogværket Danmarks Kirker (udg. af Nationalmuseet)

- Wikimedia Commons har flere filer relateret til Skodborg Kirke